# Benvar
Benvar est un village du département et la commune rurale de Dissin, situé dans la province de l'Ioba et la région du Sud-Ouest au Burkina Faso.

## Géographie

### Démographie
- En 2006, le village comptait 3 094 habitants recensés, dont 51,9 % de femmes[1].